# Paraliparis leobergi
Paraliparis leobergi és una espècie de peix pertanyent a la família dels lipàrids.

## Descripció
- El mascle fa 8 cm de llargària màxima i la femella 7,5.[5][6]

## Hàbitat
És un peix marí i batidemersal que viu entre 165 i 970 m de fondària (normalment, entre 165 i 515).

## Distribució geogràfica
Es troba a l'oceà Antàrtic: el mar de Commonwealth.

## Observacions
És inofensiu per als humans.